# ナネッテ・カウラ

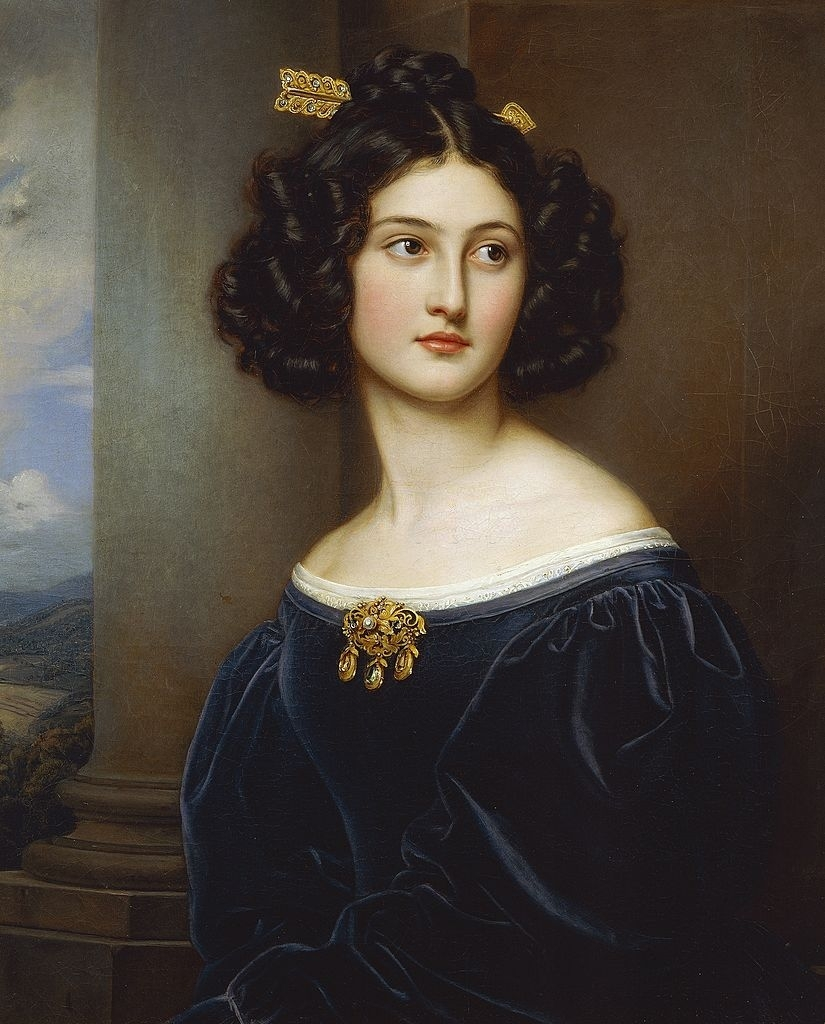
シュティーラーの描いたナネッテ・カウラ、1829年

ナネッテ・カウラ（Nanette Kaulla, 1812年 - 1872年）は、19世紀前半の南独バイエルン王国首都ミュンヘンで評判の美人だった女性の1人。バイエルン王ルートヴィヒ1世が宮廷画家ヨーゼフ・カール・シュティーラーに命じて美人画ギャラリーの1幅に彼女の肖像を加えた。
ヨーゼフ・ラファエル・カウラ（Joseph Raphael Kaulla）と妻のヨゼフィーネ・ベルンハルディーネ・パッペンハイマー（Josephine Bernhardine Peppenheimer）の間の13番目の末子として生まれた。父親はミュンヘン宮廷に仕える御用銀行家（宮廷ユダヤ人）であり、ミュンヘンのユダヤ人コミュニティの代表でもあった。美しく、才智に長け、親切な人柄の少女として評判で、「ミュンヘンで一番のユダヤ美人」の異名で通っていた。1834年、裕福なユダヤ人銀行家ハイネ家の一員であり、ハインリヒ・ハイネやカール・マルクスの遠縁にあたるザーロモン・ヨーゼフ・ハイネ（1803年 - 1863年）と結婚した。夫との間に子はおらず、1872年に死去した。
1829年に制作されたシュティーラーの手になる肖像画において、当時17歳のナネッテは膨らんだ袖と胸元の金色のブローチが特徴的な黒いドレスに身を包み、やはり金色の矢の形をしたヘアピンをつけた姿で描かれた。

## 引用・脚注
1. ↑  S. K. Ludovic, "A King's Gallery of Beauty" Strand Magazine (January 1902): 16-23.
2. ↑  Landman, Isaac; Cohen, Simon (1942). The Universal Jewish Encyclopedia ...: An Authoritative and Popular Presentation of Jews and Judaism Since the Earliest Times. Universal Jewish Encyclopedia, Incorporated
3. 1 2  Die 37 Schönheiten von Nymphenburg, https://museen-in-bayern.de/schoenheitengalerie-schloss-nymphenburg
4. 1 2  Prinz Konstantin von Bayern: Ludwig I. und Nanette Kaula. In: Hans Lamm: Von Juden in München. Ein Gedenkbuch. Ner-Tamid, München 1958, S. 96–98.
5. ↑  Haus der Bayerischen Geschichte: Nanette Kaula (1829) (Retrieved 17 June 2020).
6. ↑  “Nanette Kaulla - Joseph Karl Stieler - PICRYL - Public Domain Media Search Engine Public Domain Image”. 2023年7月18日閲覧。